# Bien Unido
Bien Unido ist eine an der nördlichen Küste der Provinz Bohol gelegene philippinische Stadtgemeinde mit 27.115 Einwohnern (Zensus 1. August 2015). Zum Gebiet der Gemeinde zählen auch die der Küste vorgelagerten Inseln Bilangbilangan, Hingotanan, Sagasa, Maomawan und Malingui, sowie der östliche Teil von Jao Island.

## Entstehung
Im Jahr 1935 wurden aufgrund einer staatlichen Durchführungsverordnung zwei Sitios im Norden Bohols zu einem neuen Barangay vereinigt. Aus dieser Vereinigung resultierte auch der Name Bien Unido, was im Spanischen so viel wie gut vereint bedeutet. Zu jener Zeit gehörten sowohl die beiden ursprünglichen Sitios als auch das dann neugegründete Barangay zur Gemeinde Trinidad. 
Um einen Aufstieg der Region sowohl aus wirtschaftlicher Sicht als auch aus sozialen, kulturellen und politischen Aspekten voranzutreiben, strebten die Bewohner des Barangays Bien Unido schon bald an, eine eigenständige Gemeinde zu werden. Dieses Ansinnen erforderte jedoch einige Geduld, denn erst am 15. Dezember 1980 wurde Bien Unido schließlich nach Bemühungen der Abgeordneten Bartolomeo Cabangbang und Eutiquio Cimafranca per Verordnung des Batasang Pambansa (des damaligen philippinischen Parlaments) und des Präsidenten Ferdinand Marcos als eigenständige Stadtgemeinde gegründet. In einer Volksabstimmung wurde dieser Beschluss am 7. April 1981 bestätigt.

## Barangays
Bien Unido ist administrativ in 15 Baranggays unterteilt.
| - Bilangbilangan Dako - Bilangbilangan Diot - Hingotanan East - Hingotanan West - Liberty - Malingin - Mandawa - Maomawan | - Nueva Esperanza - Nueva Estrella - Pinamgo - Poblacion (Bien Unido Proper) - Puerto San Pedro - Sagasa - Tuboran |

## Wirtschaft
Die Haupteinnahmequellen der Bevölkerung stellen die Fischerei, die Landwirtschaft und das Weben von Matten dar. In jüngerer Zeit hat sich auch die Ernte von Seetang und Algen als wirtschaftliches Standbein der Region etabliert. Seetang und Algen werden dann zum einen als Lebensmittel oder Nahrungsergänzungsmittel weiterverarbeitet, dienen als Grundstoff für die Herstellung von Seife und Zahnpasta, aber auch für Kunststoffartikel. 